# Adige-habli járás

Az Adige-habli járás Karacsáj- és Cserkeszföldön

Az Adige-habli járás (oroszul Адыге-Хабльский район, abaz nyelven Адыгьа-ХӀабльа район, cserkesz nyelven Адыге-Хабль район, karacsáj nyelven Адыгэ-Хьэблэ район, nogaj nyelven Адыге-хабльдын району) Oroszország egyik járása Karacsáj- és Cserkeszföldön. Székhelye Adige-Habl.

## Népesség
- 1989-ben 26 813 lakosa volt.
- 2002-ben 28 426 lakosa volt, melyből 11 621 nogaj (40,9%), 5 364 cserkesz (18,9%), 4 158 orosz (14,6%), 3 766 abaz (13,2%), 1 111 karacsáj (3,9%), 363 görög, 143 ukrán, 35 oszét.

Ekkor Ikon-Halk kizárólag nogaj lakossággal rendelkező település, de másutt is jelentős a nogajok részaránya.A cserkeszek főleg Adige-Habl település lakói, ahol a lakosság felét képezik. Az oroszok főleg Erken-Saharon laknak, de ott is kisebbségben. Az abazák kisebb falvak lakói.
2007-ben a nogaj lakossággal rendelkező települések önálló járásba szerveződtek.
- 2010-ben a nogaj területek önállósodása után, a járásnak 16 186 lakosa volt, melyből 6 323 cserkesz (39,4%), 4 827 abaz (30%), 1 602 orosz (10%), 989 karacsáj (6,1%), 738 nogaj (4,6%).